# Дубня (приток Черёхи)
Дубня (Руденка) — река в России, протекает по Островскому району Псковской области.Длина реки составляет 40 км, площадь водосборного бассейна 214 км².
Начинается в лесу между деревнями Котельно и Ульянинки под названием Руденка. Течёт в юго-западном направлении через деревни Гришино, Логвино, Алипино, Шики, затем поворачивает на северо-запад. Протекает через Бураки, Щекотово, Ануры, Подмогилье, Черничино. Затем течёт на север по заболоченной местности, меняет имя на Дубня. Устье реки находится в 111 км по правому берегу реки Черёха.
Ширина реки у Черничино — 10 метров, глубина — 3,2 метра.
Объекты перечислены по порядку от устья к истоку.
- 1,4 км: Тихвинский[2] (пр)
- 8 км: Лизенка[2] (пр)
- 19 км: Котелинка[5] (пр)

## Данные водного реестра
По данным государственного водного реестра России относится к Балтийскому бассейновому округу, водохозяйственный участок реки — Великая. Относится к речному бассейну реки Нарва (российская часть бассейна).
Код объекта в государственном водном реестре — 01030000212102000029157.